# Roger Pezout
Roger Pezout, né le 16 juillet 1917 à Morigny-Champigny (Seine-et-Oise) et mort le 14 juillet 1994 à Nangis (Seine-et-Marne), est un homme politique français.

## Biographie
Il est le suppléant d'Alain Peyrefitte.

## Détail des fonctions et des mandats

### Mandat local
- 1953 - 1971 : Maire de Montereau-Faut-Yonne

### Mandats parlementaires
- 7 janvier 1963 - 2 avril 1967 : Député de la 4e circonscription de Seine-et-Marne[2]
- 8 mai 1967 - 30 mai 1968 : Député de la 4e circonscription de Seine-et-Marne[3]